# Pterolophia robusta
Pterolophia robusta är en skalbaggsart som först beskrevs av Maurice Pic 1928.  Pterolophia robusta ingår i släktet Pterolophia och familjen långhorningar. Inga underarter finns listade i Catalogue of Life.